# Fiord Moray
El fiord (o estuari o ria) de Moray (en gaèlic escocés, An Cuan Moireach o Linne Mhoireibh; en anglès, Moray Firth) és un fiord del mar del Nord, localitzat a la costa nord-oriental d'Escòcia.
És el fiord més gran d'Escòcia, més o menys triangular, i el seu límit exterior es defineix per una línia que uneix Duncansby Head (prop de John O 'Groats) al nord (a Highland), fins a Fraserburgh, al sud (a Aberdeenshire). Per l'interior, el fiord arriba fins a Inverness (capital de l'àrea de Highland) i després continua més a l'oest en el fiord interior de Beauly Firth. El fiord de Moray té costes en tres àrees municipals (council areas): Highland, a l'oest i sud; i Highland, Aberdeenshire i Moray, al sud. El fiord inclou més de 800 km de costa, molta de penya-segat.

## Geografia

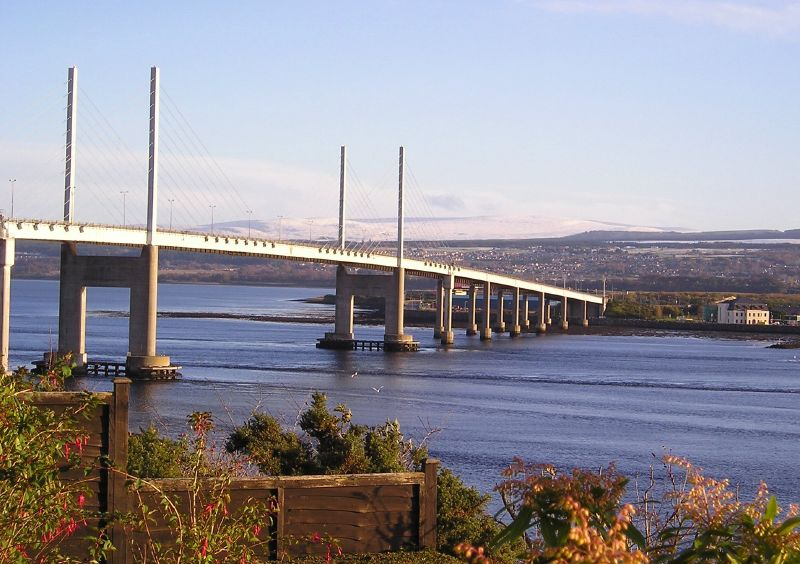
El pont Kessock Bridge, dins del fiord de Moray, que uneix Inverness i North kessock i marca l'inici del Beauly Firth

Alguns rius desemboquen al fiord de Moray, com el Ness i el Spey. Hi ha altres fiords, badies i estuaris al fiord, com els fiords de Cromarty i Dornoch. El Pentland Firth té la boca oriental al límit septentrional del fiord de Moray.
El fiord de Moray està format per dos fiords, l'interior de Moray (Inner Moray Firth), que és tradicionalment conegut com el fiord d'Inverness (Firth of Inverness), i el fiord exterior de Moray (Outer Moray Firth), molt més obert a les aigües del mar del Nord. El nom de «Firth of Inverness» rares vegades es troba en els mapes moderns, però s'estenia des del Beauly Firth, a l'oest, fins a punta Chanonry, a l'est.
L'interior del fiord de Moray és visible des de prou lluny, incloent una vista des de l'est, des del monument prehistòric de Longman Hill.

## Conservació i economia

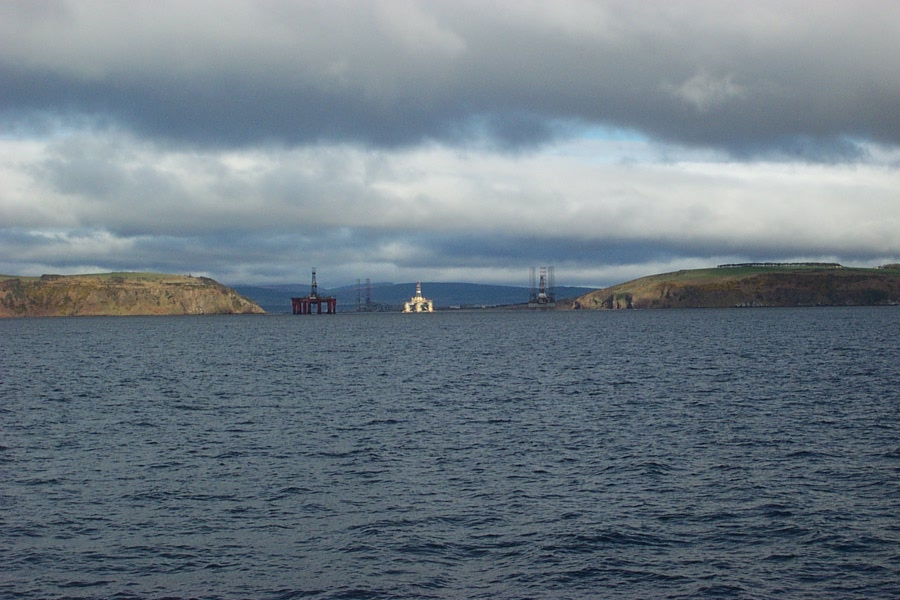
Entrada al fiord de Cromarty, des d'aigües del fiord Moray, amb una plataforma petroliera

El fiord de Moray és un dels llocs més importants d'Escòcia per a l'observació de dofins i balenes. Les espècies més comunes en són el dofí mular i la marsopa i hi ha albiraments ocasionals de dofí comú i balena de Minke. La zona d'observació de vida salvatge situada a la punta Chanonry mostra alguns espectaculars albiraments de dofins al fiord interior de Moray. També hi ha centres de visitants a Spey Bay i North Kessock dirigits per la Societat de Conservació Balena i Dofí, on poden veure's dofins i altres animals salvatges.
També és una important zona de jaciments de petroli i de pesca. El camp petrolier de Beatrice, al fiord exterior de Moray, és el jaciment de petroli més proper al mar del Nord. A més, el 2004 s'hi planejar un parc eòlic de 200 turbines en aigües profundes. Gran part de la indústria pesquera s'hi dedica a la petxina de pelegrí i l'escamarlà.
La zona interior del fiord (Inner Moray Firth) està declarada Zona d'Especial Protecció per a la conservació de vida salvatge.